# إليجاي
إليجاي (بالإنجليزية: Ellijay, Georgia)‏ هي مدينة تقع في مقاطعة غيلمر، جورجيا بولاية جورجيا في الولايات المتحدة. تبلغ مساحة هذه المدينة 6.9 (كم²)، وترتفع عن سطح البحر 390 م، بلغ عدد سكانها 1619 نسمة في عام 2010 حسب إحصاء مكتب تعداد الولايات المتحدة.

## وصلات خارجية
- ellijay-ga.gov
- Cities & Counties - Georgia.gov